# Осада Ревеля (1577)
Осада Ревеля или Осада Колывани — осада крепости Ревель с 27 января по 13 марта 1577 года русскими войсками во время Ливонской войны. Русские не смогли взять крепость и сняли осаду.

Карта стен Ревеля

## Начало кампании
Во время Ливонской войны русские в 1571 году пытались захватить Ревель, занятый шведским гарнизоном, но потерпели неудачу. Вторая попытка была предпринята в начале 1577 года.
По указу русского царя Ивана Грозного в декабре 1576 года в Новгороде должны были собраться войска численностью в 50 тысяч, чтобы оттуда под командованием воевод Ф. И. Мстиславского и И. В. Шереметева (Меньшого) двинуться на Ревель (Колывань) и взять крепость, остававшуюся к этому времени единственной в Ливонии, ещё не занятой московскими ратными людьми.

### Боевой состав походных войск
- Сторожевой полк: князь Григорий Куракин, князь Михаил Лыков.
- Передовой полк: князь Василий Голицын, князь Дмитрий Хворостинин.
- Полк левой руки: князь Андрей Хованский, князь Андрей Палецкий.
- Большой полк: князь Фёдор Мстиславской, второй воевода Иван Шереметев.
- Полк правой руки: князь Иван Голицын, Фёдор Шереметев[2].

Иван Васильевич (Меньшой) Шереметев, по словам ливонского летописца Бальтазара Руссова (Рюссова), современника событий, прощаясь с царём перед отправлением в поход, поклялся, что добудет Колывань даже ценой собственной гибели. Переход из Новгорода к Ревелю совершался во время сильных морозов и снежных бурь и продолжался без малого месяц: выйдя из Новгорода на святки, русские войска достигли Колывани лишь 22 января 1577 года.
Крепость защищал гарнизон под командованием генерала Карла Хенрикссона (Горна), сына губернатора шведской Эстляндии Хенрика Классона (Горна).

## Ход осады
Осада крепости началась 27 января. Согласно первоначальному плану осады, предложенному И. В. Шереметевым, было решено выманить ревельский гарнизон как можно далее от сильных укреплений, окружить его, перебить и затем уже приступить к осаде города.
В течение шести недель русские обстреливали крепость калеными ядрами, надеясь зажечь её строения. Однако горожане, создав специальную команду, следящую за полётом и падением ядер, вовремя тушили пожары. Ревельская артиллерия, превосходившая русскую по числу пушек в пять раз, вела прицельный огонь по осаждающим, нанося им серьёзный урон. От пушечного ядра погиб и воевода И. В. Шереметев.
С его смертью русское войско, по свидетельству одного из участников защиты Ревеля, потеряло лучшего воеводу, а вместе с тем и надежду взять город. Осада продолжалась, но при полном упадке духа в войске. Русские три раза ходили на приступ крепости, но каждый раз безуспешно. В ответ осажденные, сформировав отряд из солдат и горожан численностью 400 человек, делали смелые и успешные вылазки. Активная оборона ревельцев, а также холод и болезни привели к значительным потерям в русском войске.

## Результаты
13 марта осада была снята. Уходя, русские сожгли свой лагерь и пообещали осаждённым рано или поздно вернуться. После снятия осады ревельский гарнизон и местные жители стали совершать набег на русские гарнизоны в Ливонии.

## В художественной литературе
Осада Ревеля описывается в повести эстонского писателя Эдуарда Борнхёэ «Князь Гавриил, или Последние дни монастыря Бригитты» (1893).